# У квадраті 45
«У квадраті 45» — радянський художній фільм, знятий в 1955 році режисером Юрієм Вишинським на кіностудії «Мосфільм».

## Сюжет
Неподалік від кордону розташувалася база авіації. Її головні завдання — надання допомоги прикордонникам, охорона лісів від пожеж та інших стихійних лих. Одного разу в лісі сталася пожежа. Команда пожежних-парашутистів вилетіла на літаку Ан-2 на гасіння пожежі. Новачок Валентин Волгін показав свою нерішучість і запізнився зі стрибком. Після цього Волгін став дуже болісно переживати свою першу невдачу. Він став уникати поглядів свого інструктора, Ірини Алєєвої. Але коли команда пожежників-парашутистів отримала завдання з надання допомоги прикордонникам, Волгін після погоні по палаючому лісі допоміг затримати небезпечного диверсанта.

## У ролях
- Всеволод Платов —  Валентин Волгін, парашутист-пожежник
- Маргарита Ліфанова —  Ірина Алєєва, інструктор зі стрибків з парашутом
- Володимир Гуляєв —  Олексій Рижов, командир пожежників
- Іван Кузнецов —  Іван Миколайович Лещук, начальник авіабази
- Микола Хрящиков —  Григорій Пилипович Федотов, лісник
- Валентин Брилєєв —  Пєпєлов, радист
- Михайло Майоров —  Щербаков, полковник контррозвідки Комітету державної безпеки
- Борис Битюков —  Борис Валентинович Яковлєв, майор контррозвідки
- Тетяна Забродина —  Грищенко, капітан контррозвідки, вона ж візник «Настасья»
- Іван Соловйов —  Рум'янцев, майор контррозвідки, він же «Сліпий»
- Володимир Зельдін —  Борис Миколайович Шмельов, диверсант, він же Потапов-Івін, він же Клязін, зрадник Батьківщини
- Іван Воронов —  диверсант
- Олександр Полинський —  полковник іноземної розвідки
- Микола Сморчков —  молодий диверсант
- Павло Винник —  черговий пожежний, який прийняв сигнал про пожежу

## Знімальна група
- Режисер: Юрій Вишинський
- Автор сценарію: Еміль Брагінський
- Оператори: Марк Дятлов, Олександр Симонов
- Художник: Георгій Гривцов
- Композитор: Володимир Юровський